# Ilgaz
Pour les articles homonymes, voir Ilgaz (homonymie).
Ilgaz est une ville et un district de la province de Çankırı dans la région de l'Anatolie centrale en Turquie.